# Begriffe und Handlungsorte der Phantastische-Tierwesen-Reihe
Dieser Artikel beschreibt Begriffe und Handlungsorte aus der Filmreihe Phantastische Tierwesen von Joanne K. Rowling und der begleitend erschienenen Kurzgeschichtensammlung Die Geschichte der Magie in Nordamerika, zu der auch die später veröffentlichten Geschichten Ilvermorny-Schule für Hexerei und Zauberei und Magischer Kongress der Vereinigten Staaten von Amerika gezählt werden. Zum ersten Film erschien zudem das Begleitbuch mit dem Titel Fantastic Beasts and Where to Find Them – The Original Screenplay, das das komplette Skript des Films enthält und weitere phantastische Tierwesen und Figuren vorstellt. Weitere Wesen und Begrifflichkeiten werden im Mobile Game Fantastic Beasts: Cases From The Wizarding World erwähnt, das von Warner Bros. Interactive Entertainment begleitend veröffentlicht wurde.
Außer diesem Artikel gibt es einen weiteren, in dem Figuren der Phantastische-Tierwesen-Reihe näher beschrieben werden.

## Menschen

### Zauberer und Hexen europäischer Abstammung in Nordamerika
Die Geschichte der Magie in Nordamerika hat gezeigt, dass nur die wenigsten Zauberer und Hexen, deren Vorfahren aus Europa stammen und später in die Vereinigten Staaten auswanderten, Reinblüter sind. Dies ist darauf zurückzuführen, dass manche der Ausgewanderten No-Majs heirateten und mit diesen Familien gründeten. Eine besondere Machtstellung innerhalb der neuen amerikanischen Zaubereigemeinschaft hatten zeitweise die Reiniger inne, die später von der MACUSA vor Gericht gestellt wurden. Dennoch konnten sich einige der berüchtigtsten Reiniger ihrer Bestrafung entziehen und tauchten unauffindbar und endgültig in der No-Maj-Gemeinschaft unter, während sie mit internationalem Haftbefehl gesucht wurden. Auch die Reiniger gründeten mit No-Majs Familien. Die Auroren wurden und werden andererseits von der MACUSA für den Schutz der magischen Gesellschaft eingesetzt und stellen ein Äquivalent zur Polizei dar.

### Zauberer und Hexen unter den amerikanischen Ureinwohnern
Hexen und Zauberer der amerikanischen Ureinwohner wurden zwar manchmal von ihren Stämmen akzeptiert oder sogar verehrt, weil sie einen guten Ruf als Heiler hatten oder sich als außergewöhnlich begabte Jäger hervortaten, andere hingegen wurden für ihre Überzeugungen stigmatisiert, meist, weil man glaubte, sie seien von bösen Geistern besessen. Besonders Gestaltwandler (Skin-Walkers), die indianischen Animagi, hatten unter den Ureinwohnern einen schlechten Ruf. So gibt es die Legende, dass sie enge Familienmitglieder opferten, um die Kräfte zu gewinnen, die für eine Transformation nötig war. In Wahrheit nahmen sie ihre tierische Gestalt, bevorzugt die eines Adlers, nur an, wenn sie ihren Verfolgern entfliehen oder gemeinsam mit ihrem Stamm jagen mussten. Die magische Gemeinschaft der Ureinwohner Amerikas war kundig in der Tier- und Pflanzenmagie und hierbei vor allem bekannt für ihre Zaubertränke, die eine Raffinesse erreichten, von der man in Europa nur träumen konnte. Ein augenfälliger Unterschied in der magischen Praxis zwischen amerikanischen Ureinwohnern und den Zauberern Europas bestand im Verzicht auf den Zauberstab. Viele der magiebegabten Kinder amerikanischer Ureinwohner besuchten später gemeinsam mit Kindern der ersten Siedler die Zauberschule Ilvermorny, wo sie auch Unterricht im Umgang mit Zauberstäben erhielten.

### No-Majs
Im amerikanischen Kulturkreis hat sich der umgangssprachliche Begriff No-Maj (eine Kurzform für No Magic) für Nichtzauberer durchgesetzt und ist damit ein Synonym für Muggel. Es ist amerikanischen Zauberern und Hexen per Gesetz verboten, mit No-Majs Kontakt zu pflegen. Obwohl sie sich den Nichtzauberern gegenüber nicht zu erkennen geben, versuchen die Second Salemers Hexen und Zauberer aufzuspüren und zu vernichten.

## Zauberwesen

### Kobold
Kobolde (Goblins) sind menschenähnliche Wesen mit schmalen Gesichtern, spitzen Ohren und dürren, langen Fingern. Sie sind kleiner als Menschen, besitzen eine hohe Intelligenz und verfügen über andere magische Kräfte als Zauberer. In der magischen Gemeinschaft New Yorks arbeiteten Kobolde in den 1920er Jahren unter anderem als Zauberstabpolierer im MACUSA. Der Koboldgangster Gnarlack betrieb zu dieser Zeit für Gäste der magischen Gemeinschaft der Stadt das Speakeasy The Blind Pig.

### Obscurus (Obscurial)
Ein Obscurus oder Obscurial ist ein unsichtbares Wesen von dunkler, unkontrollierbarer Energie, das ähnlich einer Naturgewalt große Zerstörung bringen und viele Menschen töten kann. Ein Obscurus entsteht unter anderem dadurch, dass ein Zauberer seine magischen Fähigkeiten unterdrückt. Im Normalfall überleben solche Zauberer und Hexen ihr Kindesalter nicht, allerdings gibt es Ausnahmen. So hatte Credence, der zeit seines Lebens seine Zauberkräfte nicht zeigen durfte, als junger Mann einen Obscurus ausgebildet und im Jahr 1926 die Bevölkerung von New York in Angst und Schrecken versetzt. Auch in Newt Scamanders Koffer befand sich ein Obscurus, den er allerdings unter Kontrolle bringen konnte. Dieser wurde von einem kleinen sudanesischen Mädchen getrennt. Man vermutet auch, dass Ariana Dumbledore, die Schwester von Albus Dumbledore, aufgrund eines Obscurus starb, da auch sie ihre Magie bewusst unterdrückt hatte.

### Pukwudgie
Pukwudgies sind kleinwüchsige Kreaturen mit grauen Gesichtern und großen Ohren. Sie sind in Amerika beheimatet und entfernt mit dem europäischen Kobold verwandt. Pukwudgies beherrschen Magie, pflegen aber keinen Umgang mit Zauberern und gelten auch nicht als Menschenfreunde. Sie gehen mit giftigen Pfeilen auf Jagd und haben großes Vergnügen daran, Menschen Streiche zu spielen. In der Folklore der Wampanoag wird der Pukwudgie als ein boshaftes Wesen beschrieben, dessen Körper Stacheln besitzt, ähnlich einem Stachelschwein. Andere Quellen beschreiben Pukwudgies als zwei bis drei Meter große, trollähnliche Kreaturen mit größeren Nasen, Fingern und Ohren als durchschnittliche Menschen. Ein Pukwudgie ist eines der vier Wesen, die die Häuser Ilvermornys repräsentieren.

## Tierwesen

### Bigfoot
Der Bigfoot (Sasquatch) ist ein Wesen, dessen ursprünglicher Name Sasquatch in der Sprache der in Kanada ansässiger Ureinwohner für stark behaarter Mensch steht.

### Billywig
Billywigs sind eigentlich in Australien beheimatete, saphirblau leuchtende, fliegende Käfer. Die Insekten von nur wenigen Zentimetern Länge können so schnell fliegen, dass sie von No-Majs selten und oft nicht einmal von Zauberern bemerkt werden. Der Unterleib eines Billywigs geht in einen dünnen, langen Stachel über, dessen Stich zuerst Schwindelgefühle und schließlich Schwebezustände auslöst. Daher werden Billywigs in Australien häufig gejagt, um sie anschließend zum Stechen zu reizen, um so in den Genuss dieser Nebenwirkungen zu kommen. Die getrockneten Stacheln von Billywigs finden auch in verschiedenen Elixieren eine Verwendung, und angeblich sind sie auch eine der Zutaten der Zischenden Wissbies, deren besonderer Reiz sich daraus ergibt, dass man zu fliegen beginnt. Die Bevölkerung New Yorks bekommt nach der Ankunft von Newt Scamander erstmals Billywigs zu Gesicht, allen voran Jacob Kowalski, als er in seinen Koffer steigt.

### Böser Sturzfalter
Der böse Sturzfalter (Swooping Evil) ist ein großes, blau-grün geflügeltes, schmetterlingsähnliches Wesen, das in einem, kleinen, grünen, stacheligen Kokon lebt, wenn es gerade nicht herumfliegt. Es hat die Fähigkeit, den Verstand von Menschen auszusaugen. Das Gift des Wesens kann daher dazu verwendet werden, schlechte Erinnerungen auszuradieren. Ein solches Wesen führt Newt Scamander auf seiner Reise nach New York mit sich.

### Bowtruckle
Bowtruckles sind kleine, höchstens 20 cm große, lebende, zweigähnliche Pflanzen, die Bäume bewohnen, deren Holz zur Herstellung von Zauberstäben geeignet ist, diese bewachen und sich von Insekten ernähren. Auf den ersten Blick sehen sie aus wie Zweige, und sie besitzen dünne, bewegliche Arme und Beine. Newt Scamander führt mehrere Bowtruckles in seinem Koffer mit sich, als er New York besucht. Einer dieser Bowtruckles, die Scamander als Haustiere hält, ist Pickett, die anderen tragen die Namen Titus, Jeremy, Marlow und Tom. Bowtruckles werden auch in dem Buch Phantastische Tierwesen & wo sie zu finden sind beschrieben.

### Caipora
Caipora (auch Caapora oder Curupira) sind kleine, pelzige Naturwesen, die außerordentlich boshaft und tückisch sein können. Sie bewachen die Castelobruxo-Schule in Brasilien. In der Tupí-Guarani-Mythologie der Amazonasregion Brasiliens schützt die manchmal auf einem Pekari, einem Wildschwein, reitende Gestalt die Tiere des Waldes vor der Nachstellung von Jägern und erscheint als dunkelhäutiger, stark behaarter Indianer. Er bittet Menschen, die ihm begegnen, stets um Tabak für seine Pfeife. Sollte er keinen erhalten, so ist er zu bösartigen Streichen aufgelegt.

### Demiguise
Ein Demiguise ist ein affenähnliches Tier mit flauschigem, silbrigem Fell und besitzt Arme, Beine und große, schwarze, traurig blickende Augen. Der Demiguise ist eine ruhige, pflanzenfressende Kreatur. Nur erfahrene Zauberer und Hexen können diese Wesen aufspüren, denn sie können sich bei Gefahr unsichtbar machen, weshalb ihre Haare auch in Tarnumhänge eingewoben und ihre Pelze teuer gehandelt werden. Zudem können Demiguises die wahrscheinlichste Zukunft vorhersehen, weshalb die einzige Chance, sie zu fangen, darin besteht, etwas vollkommen Unvorhersehbares zu tun.

### Diricawl
Diricawls stammen aus Mauritius. Es handelt sich um bunte und plustrige gefederte magische flugunfähige Vögel, die sich teleportieren und so Gefahren entfliehen können, nachdem sie in einem großen Federbausch verschwunden sind. Newt Scamander schreibt, Muggel bezeichneten diesen Vogel als Dodo und hielten ihn für ausgestorben, weil ihnen dessen magische Fähigkeit nicht bekannt ist. Einige Diricawls führt Scamander in seinem Koffer mit sich, als er New York besucht.

### Donnervogel

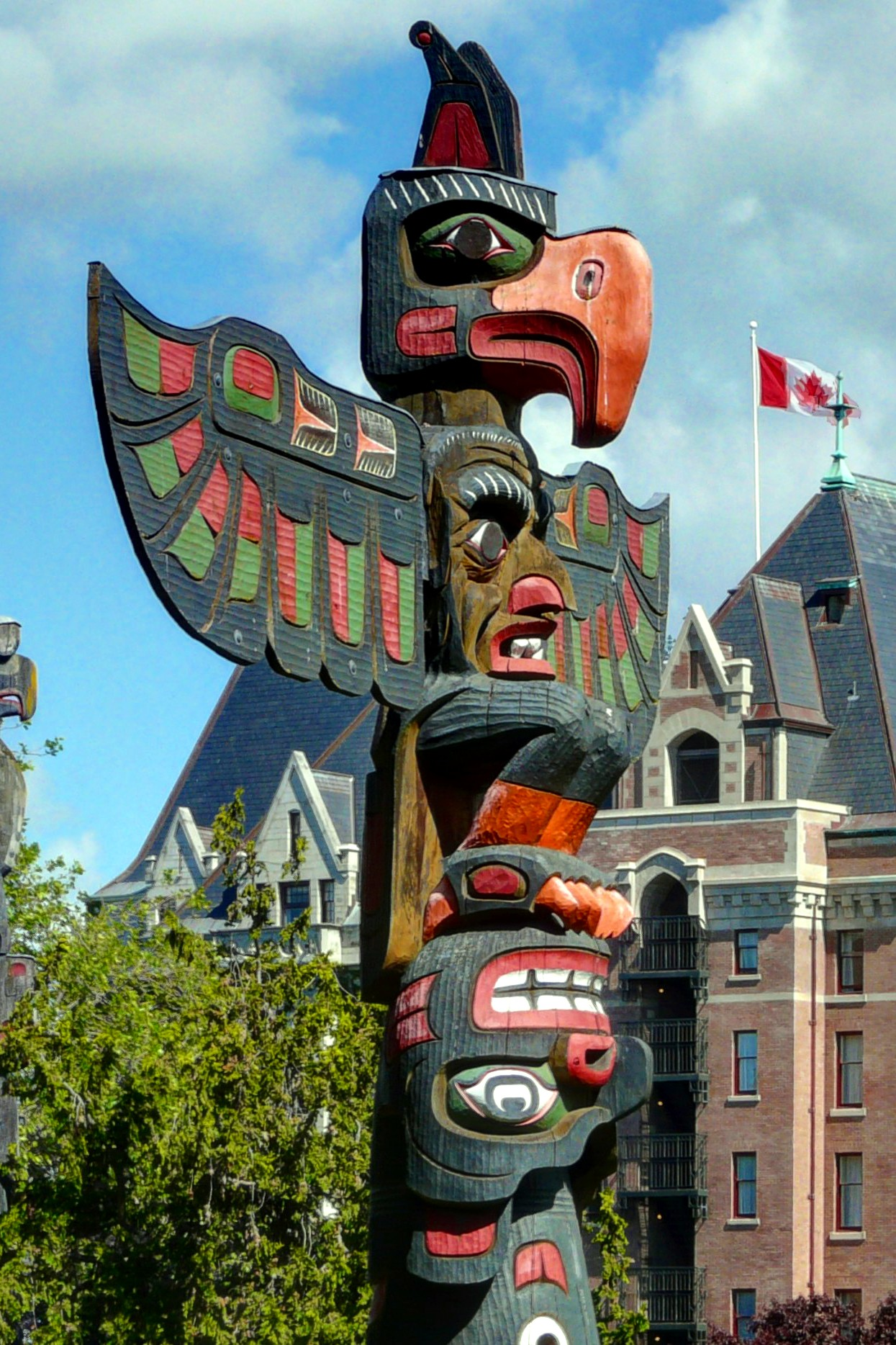
Darstellungen des Donnervogels finden sich bei nahezu allen indigenen Völkern Nordamerikas

Der Donnervogel (Thunderbird) ist ein magischer, in Amerika beheimateter Vogel, der im Flug Stürme erzeugen kann und eng mit dem Phönix verwandt ist. Hierdurch kann er sehr gefährlich werden. Der große Vogel hat schimmernde Flügel, die mit wolken- und sonnenartigen Mustern verziert sind.
Der Donnervogel ist auch eines der wenigen Elemente der indianischen Mythologie, das bei nahezu allen indigenen Völkern Nordamerikas zu finden ist, wovon viele Totempfähle der Nordwestküstenkultur und bildliche Darstellungen bei vielen anderen Ethnien zeugen. Der Donnervogel ist zudem eines der vier Wesen, die die Häuser Ilvermornys repräsentieren. Mit einem Donnervogel, der den Namen Frank trägt, ist Newt Scamander nach Amerika gekommen, um ihn in seinen natürlichen Lebensraum Arizona zurückzubringen. Scamander hatte Frank zuvor aus den Fängen von Händlern in Ägypten gerettet, weshalb dieser ihm vertraut.

### Erumpent

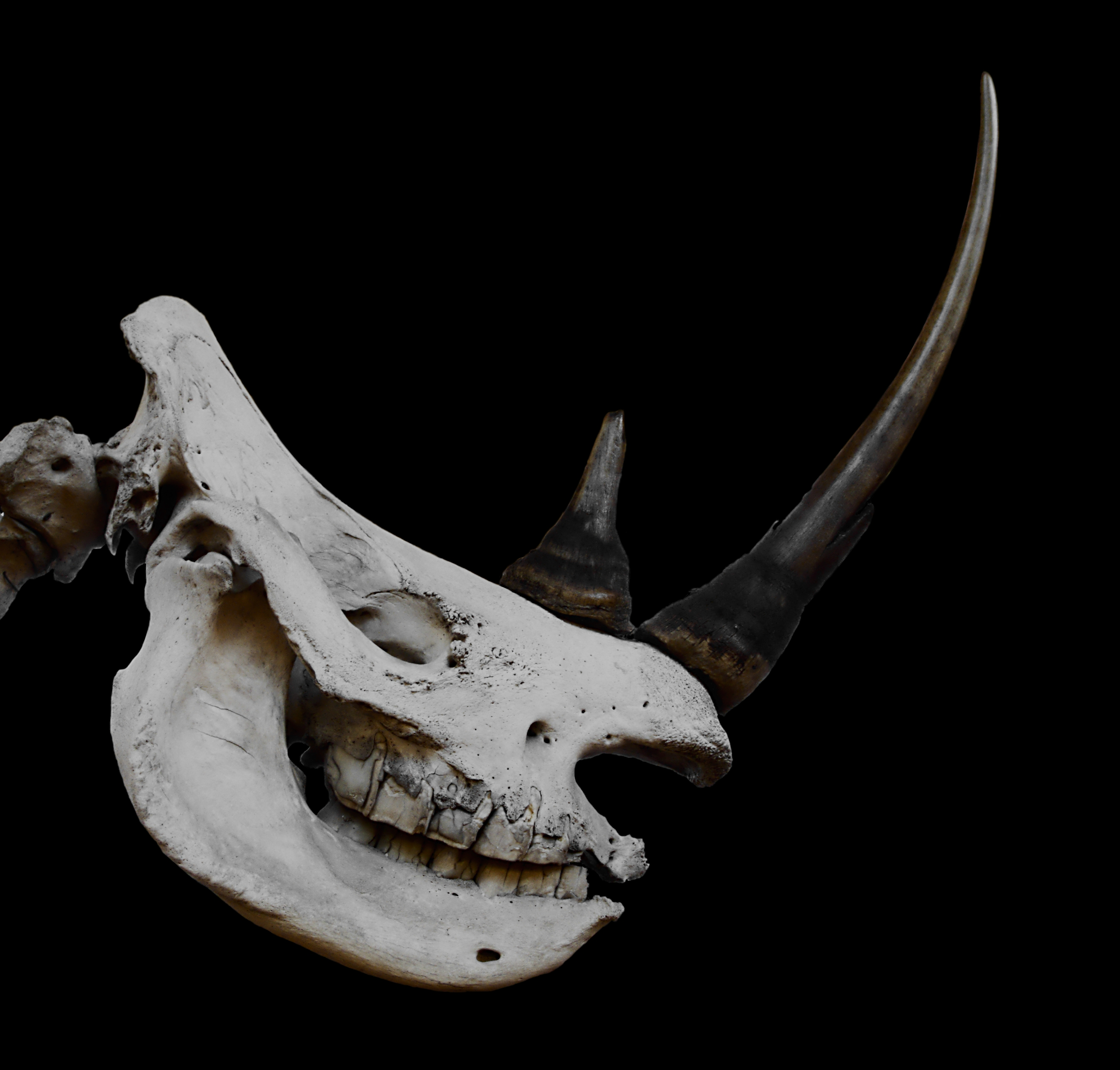
Aus der Entfernung kann der Erumpent leicht mit einem Nashorn verwechselt werden

Der Erumpent ist eine große, graue und ursprünglich aus Afrika stammende Erscheinung von großer Kraft. Bei einem Gewicht von bis zu einer Tonne und wegen seines langen, scharfen Horns am Kopf kann ein Erumpent aus der Entfernung leicht mit einem Nashorn verwechselt werden. Aufgrund seines dicken Panzers sind die Tierwesen gegen die meisten Zaubersprüche immun, und sein Horn ist hochexplosiv. Solange Erumpents nicht gereizt werden, greifen sie nicht an. Wenn sie jedoch von jemandem provoziert werden, können sie äußerst aggressiv reagieren, was für denjenigen in der Regel katastrophal endet. Das Horn von Erumpents kann nicht nur leicht Haut durchdringen, sondern auch jede Art von Metall. Zudem enthält es eine Flüssigkeit, die alles zum Explodieren bringt, das es durchstochen hat. Zaubergegenstände, die aus dem Horn gefertigt werden, sind daher als gefährlich eingestuft und stehen unter strenger Kontrolle. Die Zahl der Erumpents ist gering, was auch dem Umstand geschuldet ist, dass sich die Männchen während der Paarungszeit häufig gegenseitig attackieren und so explodieren lassen. Erumpents gebären darüber hinaus in ihrem Leben nur ein Kalb. Ein Erumpent entkommt aus Newt Scamanders Koffer, und beim Versuch, diesen wieder einzufangen, wird Jacob Kowalski von diesem Exemplar durch New Yorks Central Park gejagt.

### Gehörnte Schlange

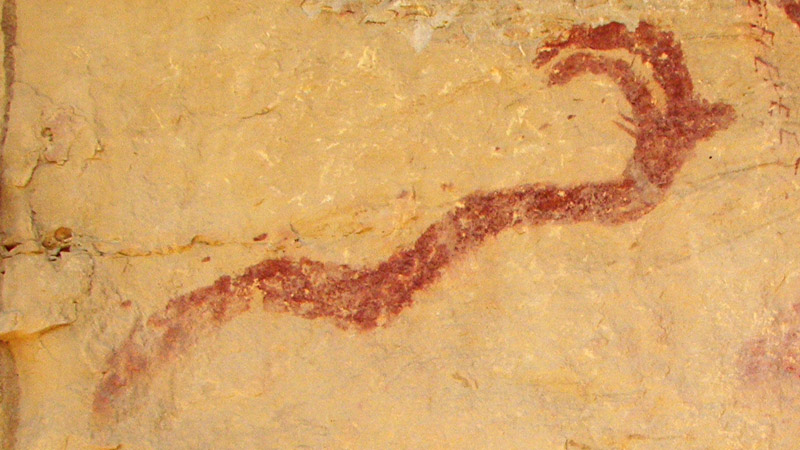
Darstellung der gehörnten Schlange Avanyu im Barrier Canyon in Utah

Die gehörnte Schlange (Horned Serpent) ist eine in Flüssen lebende Schlange, auf deren Stirn sich ein Kristall befindet. Unzählige Indianerstämme erzählen Geschichten von Riesenschlangen, so auch von der gehörnten Wasserschlange. Es soll fast unmöglich sein, diese Kreatur zu töten. Die gehörnte Wasserschlange besitzt magische Fähigkeiten und kann einem Jäger für den Rest seines Lebens Glück schenken. Legenden besagen, dass eine mythologische Wasserschlange, die so genannte Uktena, einen gefleckten, glänzenden und mächtigen Körper besitzt, der so breit wie ein Baumstamm ist und über beeindruckende, gebogene Hörner verfügt. Sie soll einen Kristall mit einem blutroten Streifen am Kopf getragen haben, der geheimnisvolle Kräfte in sich trug. In der animistisch geprägten, traditionellen Religion der Cherokee war die Uktena zudem geflügelt und als bösartiges Monster in der Unterwelt angesiedelt. Es gibt nur wenige Zauberer, die ihre Sprache verstehen, und auch die gehörnte Schlange repräsentiert eines der Häuser Ilvermornys. Isolt Sayre hatte im 17. Jahrhundert begonnen, aus dem Horn der Schlange den Kern für Zauberstäbe zu fertigen.

### Graphorn
Graphörner sind gehörnte Tiere mit einem buckeligen Rücken, die ursprünglich in den Bergregionen Europas beheimatet sind und dort gelegentlich von Bergtrollen geritten werden; sehr zum Unmut der Tiere. Die großen Tiere von gräulicher Farbe mit einem lila Schimmer und einer Haut, die noch härter als die von Drachen ist, erinnern ein wenig an Bisons, lassen allerdings viele Zaubersprüche einfach abprallen. Das Graphorn besitzt eine äußerst aggressive Natur und zwei sehr lange, spitze Hörner. Pulver aus diesen Hörnern wird für eine Reihe von Zaubertränken benötigt. Das letzte Graphornpaar und deren Junges führte Newt Scamander in den 1920er Jahren in seinem Koffer mit sich.

### Hintertück
Der Hintertück (Hidebehind) ist ein Waldgeist, der mit Vorliebe nachts Jagd auf Menschen macht. Der Hintertück kann sich perfekt an seine jeweilige Umgebung anpassen und sich so vor seinen Opfern, aber auch vor allen, die Jagd auf ihn machen, verstecken. Die Existenz des Hintertücks wurde von No-Majs immer wieder vermutet, doch konnten sie keine Beweise dafür finden. Nur Hexen oder Zauberer können den Angriff des Hintertücks abwehren.

### Mondkalb

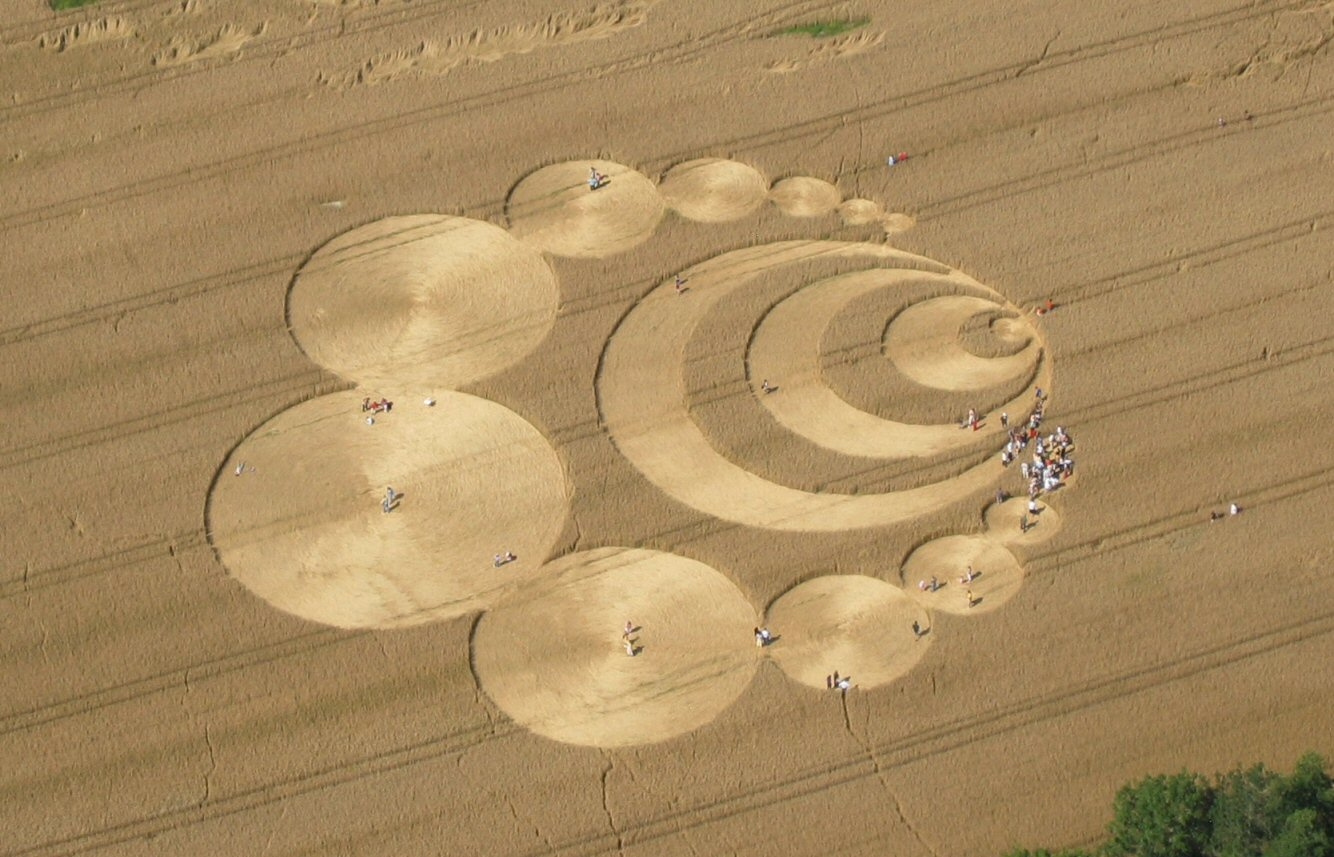
Durch ihren komplizierten Tanz hinterlassen Mondkälber geometrische Muster in Getreidefeldern

Ein Mondkalb (Mooncalf) ist ein extrem scheues Tierwesen, das in freier Wildbahn nur in Vollmondnächten seinen Bau verlässt. Es hat einen glatten, hellgrauen Körper, hervortretende runde Augen, die sich oben auf dem Kopf befinden, und vier sehr dünne Beine mit riesigen platten Füßen. Der silbrige Mist der Mondkälber ist ein ausgezeichneter Dünger für magische Pflanzen und Kräuter, die durch ihn schneller und kräftiger wachsen. Der Mist muss hierzu allerdings unbedingt vor Sonnenaufgang aufgesammelt werden, wenn er seine Wirkung nicht verlieren soll. Mondkälber kommen in der gesamten Welt vor, und wenn sie sich aus ihrem Unterschlupf herauswagen, vollführen sie rituell einen komplexen Tanz, bei dem sie sich nur auf ihren Hinterbeinen stehend bewegen. Es wird angenommen, dass dieser Tanz das Vorspiel zur Paarung dieser Tierwesen ist. Es soll ein wundervolles und lohnendes Erlebnis sein, die Mondkälber hierbei zu beobachten. Ein Nebeneffekt ihres Tanzes ist es, dass sie dabei in Getreidefeldern geometrische Muster hinterlassen, die No-Majs immer wieder in Staunen versetzen und zu Spekulationen über deren Herkunft anregen. Newt Scamander hielt in seinem Koffer eine Herde von Mondkälbern, als er 1926 New York besuchte.

### Murtlap
Murtlaps sind rattenartige Meereswesen aus den Küstengebieten Großbritanniens. Auf ihrem Rücken befindet sich ein Gewächs, ähnlich einer Seeanemone, das sauer eingelegt und gegessen werden kann und die Widerstandskraft gegen Flüche und böswillige Zauberei stärkt. Murtlaps ernähren sich hauptsächlich von Krustentieren, sind aber auch den Füßen von Menschen gegenüber nicht abgeneigt, die versehentlich auf sie treten. Ein Murtlap springt Jacob Kowalski an, als sich Newt Scamanders Koffer in New York öffnet.

### Niffler

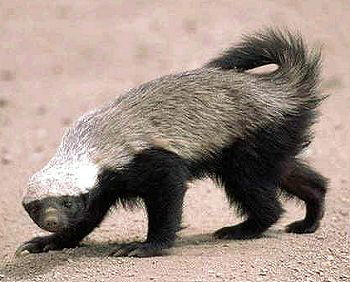
Der Honigdachs inspirierte die Designer bei der Gestaltung des Nifflers

Ein Niffler ist ein ursprünglich aus England stammendes Tierwesen mit einem flauschigen, schwarzen Fell und einer langen Schnauze, das optisch einem Honigdachs ähnelt. Im Film ähnelt der Niffler einer Mischung aus Maulwurf und Schnabeltier. Niffler haben eine besondere Vorliebe für alles, was glänzt und glitzert, was sie zu perfekten Nutztieren von Kobolden macht. Sie lassen sie tief in der Erde nach Schätzen graben. Zwar sind Niffler friedlich und zutraulich, doch sollte man sie niemals im Haus halten, wenn sie nicht abgerichtet wurden, denn sie können viel Unheil mit persönlichen Wertsachen anrichten. Einen Niffler ließ auch Newt Scamander in seinem Koffer mit sich reisen, und das Verhältnis kann als Hassliebe bezeichnet werden.

### Nundu
Der Nundu ist ein gigantisches, einem Leopard ähnelndes Wesen, das insbesondere wegen seines Atems gefährlich ist. Wenn ein Nundu ausatmet, verströmt er ein Gift, das viele Menschen auf einen Schlag töten kann. Hierbei schwillt sein Hals an und ähnelt dann einem Igelfisch, allerdings übertrifft die Giftigkeit des Nundus die eines Kugelfisches bei weitem, weshalb diese Tierwesen zu den gefährlichsten der Welt zählen. Es wird berichtet, dass sich einst Hunderte von Hexen und Zauberern zusammentun mussten, um einen Nundu zu bändigen. Eigentlich sind Nundus in Ostafrika beheimatet, doch Newt Scamander brachte eines dieser Tiere mit nach Amerika.

### Occamy
Ein Occamy ist eine gefiederte, zweibeinige schlangenartige Kreatur mit Flügeln, die eine Größe von bis zu viereinhalb Meter erreichen kann. Das Wesen sieht wie eine Kreuzung zwischen einem Drachen und einem Vogel aus und kann sehr aggressiv reagieren, wenn man sich ihm nähert. Occamys sind choranaptyktisch, das heißt, sie können wachsen oder schrumpfen und sich so dem ihnen zur Verfügung stehenden Raum anpassen. Dies kann dazu führen, dass sie ungehindert an Größe zunehmen können, wenn sie ins Offene entkommen. Occamys leben von Ratten, Vögeln und gelegentlich von Affen. Occamys sind sehr darauf bedacht, ihre Eier zu beschützen, die aus einem sehr reinen Silber bestehen. Der Occamy ist ursprünglich in Indien und im Fernen Osten heimisch.

### Phoenix
Der Phoenix ist ein auch in der amerikanischen Zauberwelt bekannter Vogel und wird in Newt Scamanders Buch Phantastische Tierwesen & wo sie zu finden sind beschrieben.

### Qilin

Das Qilin wird oft auch als „chinesisches Einhorn“ bezeichnet

Das Qilin (gesprochen „Chillin“) ist ein chinesisches Fabeltier und wird auch als „chinesisches Einhorn“ bezeichnet. Es zählt neben dem Drachen, dem Phoenix und der Schildkröte zu den „vier Wundertieren“, die auch als Zauberwesen bezeichnet werden. In der Ming-Dynastie wurde das Qilin mit einem Drachenkopf mit Flammenornamenten und Ochsenhufen sowie mit Fisch- oder Drachenschuppen dargestellt. Später kamen ein Hirschgeweih, ein Löwenschwanz und der Bart eines Karpfens hinzu. In der Zauberwelt ist es dafür bekannt, in die Zukunft sehen zu können und hat auch regelmäßig eine besondere Funktion bei der Wahl eines neuen Anführers, bei der ein Baby-Qilin die Kandidaten auf ihre Eignung hin beurteilt. Für Gellert Grindelwald ergab sich hierdurch das größte Hindernis bei seinem Versuch, die Welt zu regieren. Daher brachte Grindelwald ein eben in Newt Scamanders Obhut geborenes Qilin in seinen Besitz, um es zu töten. Mithilfe des Blutes des jungen Zauberwesens gelingt es ihm, selbst Teile der Zukunft sehen zu können. Das von ihm getötete Qilin hatte eine Zwillingsschwester.

### Rougarou
Der Rougarou ist ein gefährliches hundeköpfiges Monster, das die Sümpfe Louisianas durchstreift. Aus seinen Haaren machte Violetta Beauvais Kerne von Zauberstäben. Er ist eine mythologische Gestalt in laurentinisch-französischen Gemeinden im Süden der USA und eng mit den europäischen Vorstellungen von einem Werwolf verknüpft. Die Geschichten über diese Figur sind so vielfältig wie die Schreibweisen seines Namens. Alle Namen leiten sich aus französischen Varianten des Wortes für Wolf und dem Garulf im Fränkischen, einem Mann der sich in ein Tier verwandeln kann, ab, die in dieser Region der USA verbreitet sind. Die Legende des Rougarou, der in der Gegend um Acadiana und New Orleans durch die Sümpfe und Wälder und über Felder streift, wurde von französischen Siedlern nach Louisiana gebracht und hat sich über viele Generationen hinweg weiter entwickelt. Am häufigsten wird das Wesen mit einem menschlichen Körper und dem Kopf eines Wolfes oder Hundes beschrieben, ähnlich wie in Werwolf-Legenden.  Der Rougarou ist auch heute noch eine Figur im Mardi Gras und ein beliebtes Kostüm im Rahmen von ihm zu Ehren stattfindenden Volksfesten im Südosten von Louisiana.

### Snallygaster
Snallygaster sind mythische, drachenähnliche Tiere, die die Hügel rund um Washington und das Frederick County in Maryland bewohnen sollen. Sie erhielten ihren Namen von deutschen Einwanderern, die das Gebiet in den 1730er Jahren besiedelten, weshalb sich dieser von Schneller Geist ableitet. Frühe Berichte beschreiben, dass die Siedler von diesen Monstern terrorisiert wurden.

### Wampuskatze

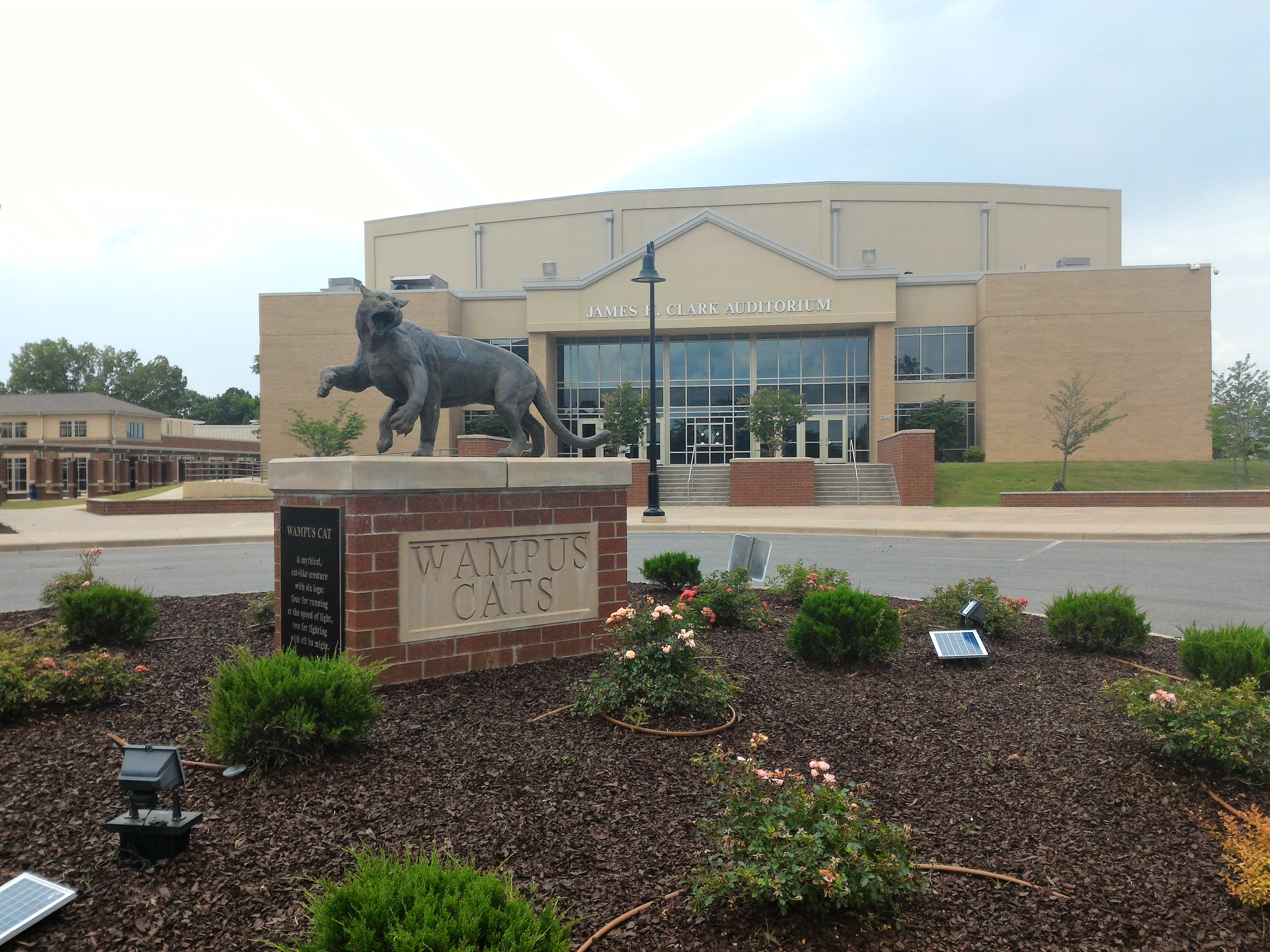
Eine Skulptur eines Wampus

Die Wampuskatze besitzt magisches Haar, das von Zauberstabmachern in den Kern von Zauberstäben eingearbeitet wird. Eine Wampuskatze ähnelt dem Panther, ist sehr schnell und stark, und es ist fast unmöglich, dieses Tier zu töten. Die Geschichte der Wampuskatze beginnt bei den Cherokee. In deren Mythologie konnte bereits der Anblick einer Wampus-Maske Menschen in den Wahnsinn treiben. Die Kreatur wird als halb Hund, halb Katze beschrieben, die entweder aufrecht auf den Hinterbeinen oder auf allen vieren laufen kann. Sie soll nur nach Einbruch der Dämmerung oder kurz vor dem Morgengrauen zu sehen sein. Auch außerhalb der Kultur der amerikanischen Ureinwohner ist die Wampuskatze als böses, heulendes Wesen bekannt, das die Herzen und die Seelen jener Unglücklichen zerstören kann, die seinen Weg kreuzen. In Missouri wird die Figur auch Gallywampus genannt, in Arkansas Pfeifender Wampus und bei den Appalachen Wampus oder Wampas Cat. Die Wampuskatze repräsentiert auch eines der Häuser von Ilvermorny.

### White-River-Ungeheuer von Arkansas

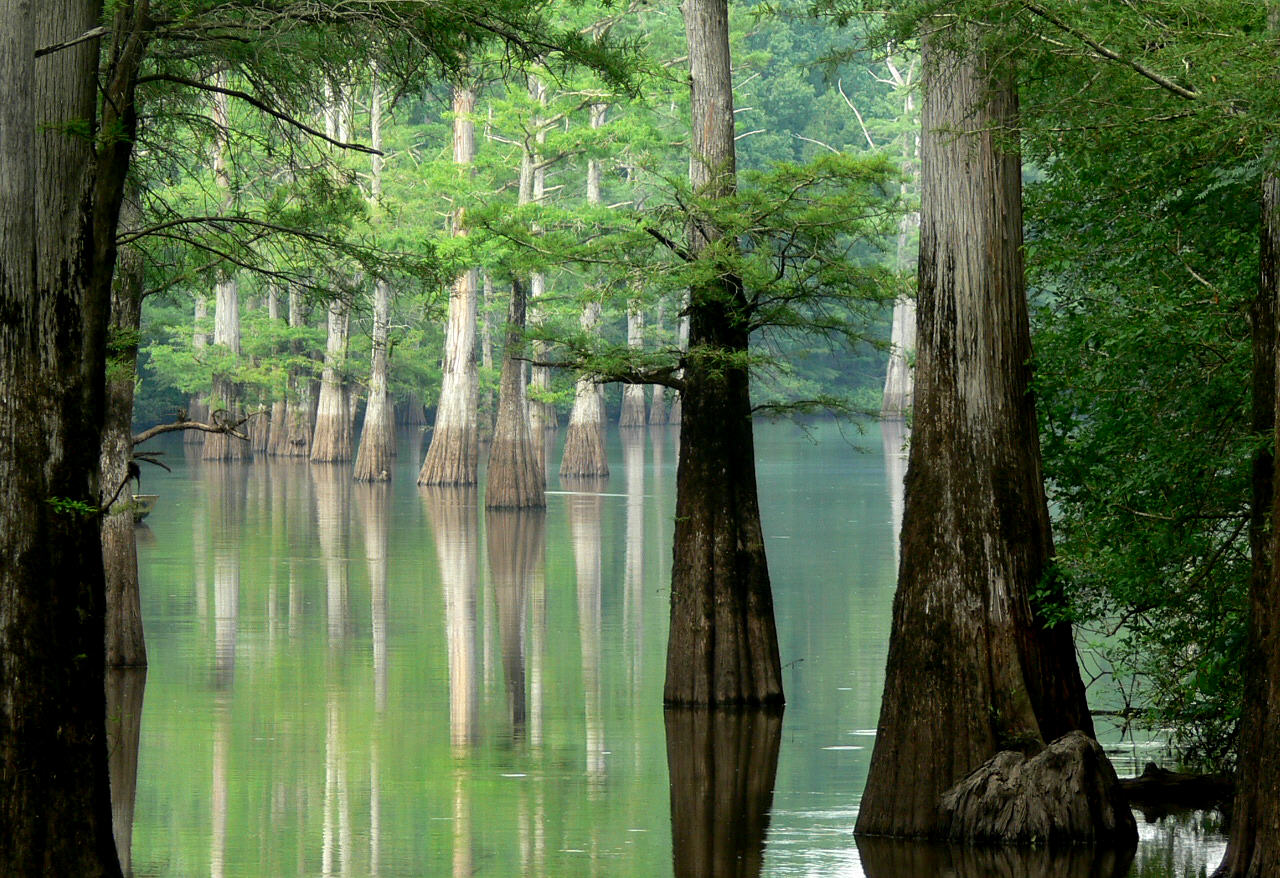
Viele phantastische Wesen sind in den Flüssen und Sümpfen im Süden der USA zu Hause, wie im White River in Arkansas.

Das White-River-Ungeheuer von Arkansas (White River Monsters of Arkansas) ist ein Ungeheuer, aus dessen transparenten Rückendornen man gute Kerne für Zauberstäbe machen kann. Nur der Zauberstabmacher Thiago Quintana allein wusste, wie man die White-River-Ungeheuer anlockte. Die legendäre Kreatur wurde angeblich zuerst an den Ufern des White River in der Nähe von Newport im Nordosten von Arkansas gesichtet.

## Magische Gegenstände und Anlagen

### Zauberstäbe

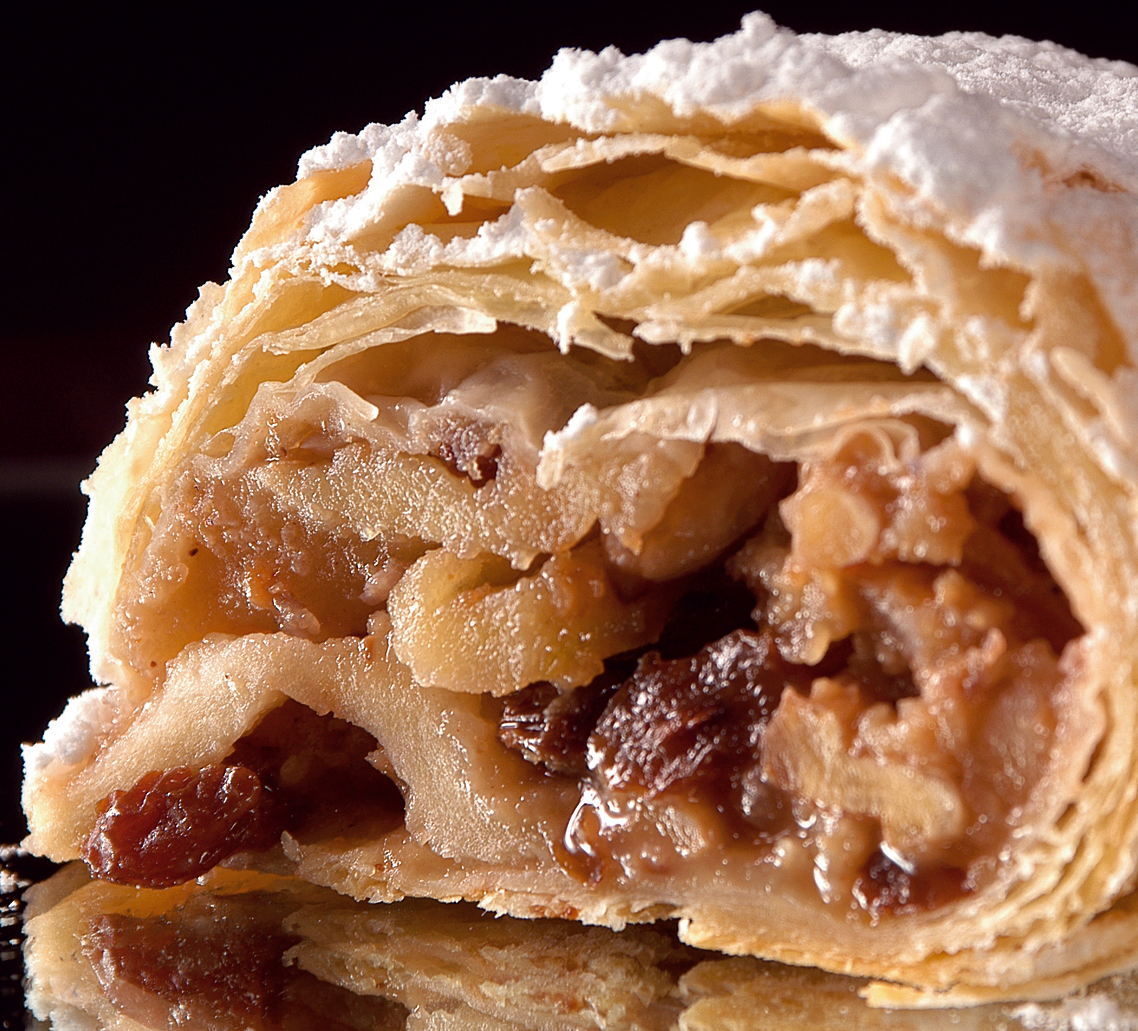
Einige Zauberer können mit Hilfe eines Zauberstabs durch reine Magie Pasteten oder süße Gerichte, wie Strudel, zubereiten

Zauberstäbe stammen ursprünglich aus Europa. Sie kanalisieren die Magie und machen ihre Wirkung zugleich präziser und kraftvoller, auch wenn wirklich große Hexen und Zauberer auch ohne Zauberstäbe in der Lage sind, Magie zu wirken.
Anders als in Europa, besonders aber in Großbritannien, wo Zauberstäbe von Ollivander das Maß aller Dinge sind, wurde der Bedarf in Nordamerika von vier großen Zauberstabproduzenten gedeckt. Hierzu zählen Shikoba Wolfe, deren Kern Schwanzfedern des Donnervogels enthalten, Johannes Jonker, dessen mit Perlmutt-Intarsien verzierte Zauberstäbe auf den ersten Blick zu erkennen waren, Thiago Quintana, der seine geschmeidigen, meist sehr langen Zauberstäbe auf den Markt brachte und Violetta Beauvais, die legendäre Zauberstabmacherin, deren Zauberstäbe im Kern aus dem Holz des Sumpf-Weißdorns bestanden. Bereits im 17. Jahrhundert hatte auch Isolt Sayre Zauberstäbe gefertigt. Diese hatten einen Kern aus dem Horn der gehörnten Schlange.
Als Newt Scamander New York bereist, lähmt er einen Bankangestellten mit dem Zauberspruch Petrificus Totalus, und mit Revelio deckt er Grindelwalds wahre Identität auf. In Nordamerika ist vor allem Obliviate, ein Vergessenszauber, wichtig um unbeabsichtigte magische Zwischenfälle aus den Gedächtnissen von No-Majs zu löschen. Einige Zauberer sind dort auch in der Lage, durch reine Magie mit Hilfe ihres Zauberstabes Pasteten oder süße Gerichte, wie Strudel, zuzubereiten. So zaubert Queenie Goldstein, nachdem sie seine Gedanken gelesen hat, einen Strudel für Jacob Kowalski. 

### Magischer Koffer
Ein Magischer Koffer ermöglicht es Zauberern, große Mengen von Gepäck auf kleinstem Raum unterzubringen. Ein solcher Koffer bietet in seinem Inneren weitaus mehr Platz, als von außen betrachtet zu vermuten ist. Newt Scamander benutzt einen solchen Koffer auf seinen Reisen. Dieser verfügt zwar über ein Muggel-gerechtes Schloss, ist allerdings reparaturbedürftig, wodurch einige von ihm darin aufbewahrte Tierwesen entkommen, als er sich in New York aufhält und sich der Koffer in den Händen von Jacob Kowalski befindet. Wie in einer Art Scheune bietet der Innenraum seines Koffers den darin lebenden Bewohnern, wie auch immer sie geartet sein mögen, ein ihren Bedürfnissen angepasstes Habitat, von einer Wüste bis hin zur Arktis.

### Magische Drehtüren
Magische Drehtüren ermöglichen es Hexen und Zauberern, Räumlichkeiten zu betreten, die für No-Majs nicht sichtbar sind. Sie funktionieren ähnlich wie das versteckte Portal in der Wand zwischen den Gleisen 9 und 10 im Bahnhof King’s Cross, das in den Harry-Potter-Romanen und -filmen zum Gleis neundreiviertel führt. Eine wichtige Magische Drehtür befindet sich im Eingangsbereich zum MACUSA, der im Woolworth Building in New York untergebracht ist.

## Einrichtungen

### Schulen

#### Schulen in Amerika

##### Ilvermorny

###### Die Anfänge

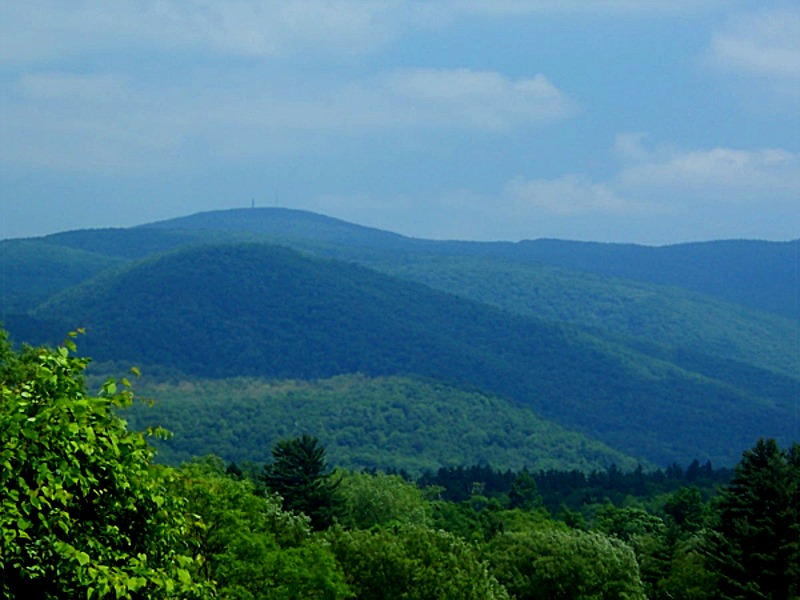
Der Mount Greylock

Die Ilvermorny-Schule für Hexerei und Zauberei wurde im 17. Jahrhundert gegründet und steht auf dem höchsten Gipfel des Mount Greylock. Anfänglich befand sich dort nur eine einfache Steinhütte, in der Isolt Sayre mit ihrer Familie lebte. Um den beiden Jungs, die sie und ihr Mann James bei sich aufgenommen hatten, eine magische Ausbildung zu ermöglichen, nannte sie das Zuhause fortan Ilvermorny. Dies war der Name der Hütte, in der sie geboren wurde, aber später von Gormlaith zerstört wurde. Zuvor gab es in Nordamerika keine Schule für Zauberei. Chadwick und Webster Boot, die beiden von ihr aufgenommenen Brüder, schlugen vor, bevor der eigentliche Unterricht überhaupt begonnen hatte und inspiriert von den Geschichten, die ihnen Isolt über Hogwarts erzählt hatte, in Ilvermorny ebenfalls vier Häuser einzurichten. Dem ersten Haus gab Chadwick den Namen Thunderbird, nach seinem Lieblingstier, dem Donnervogel. Das zweite Haus taufte sein Bruder Webster auf den Namen Wampus, weil die Wampuskatze, sein Lieblingstier war. Isolt steuerte als dritten Namen die gehörnte Schlange bei, die dem Haus Horned Serpent seinen Namen gab. Die einzigen magische Wesen, die ihr Mann James, ein No-Maj, kannte, waren die Pukwudgies, weshalb er das vierte Haus Pukwudgie nannte.

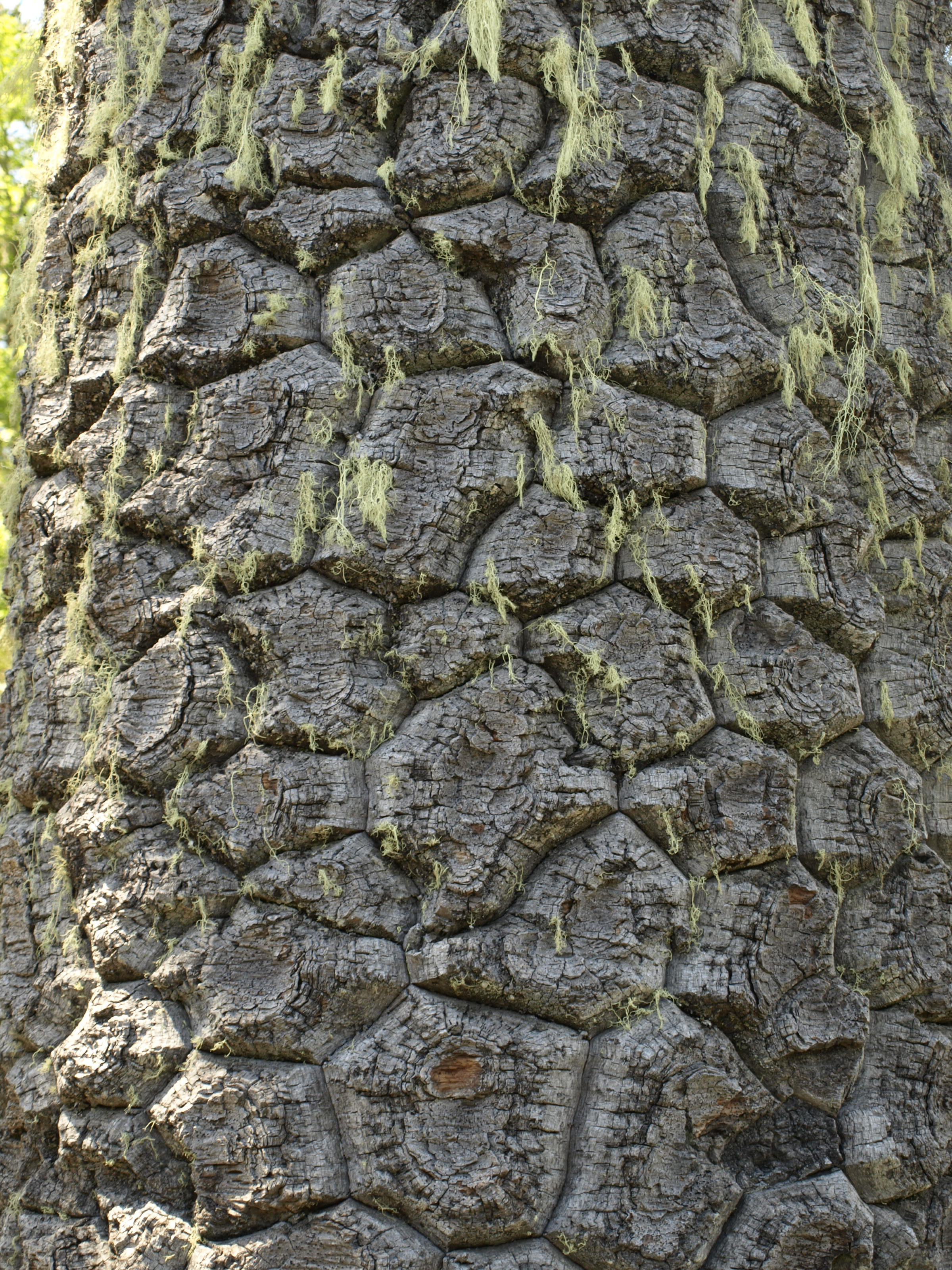
Die Rinde eines Schlangenbaums, hier der Chilenischen Araukarie

Isolt begann ab deren elften Lebensjahr erst die beiden Jungen in den magischen Künsten zu unterrichten, später auch eine ihrer eigenen Töchter. Die ersten Schüler Ilvermornys waren somit Chadwick und sein Bruder Webster, und Isolts Tochter Rionach wurde eine der ersten Schülerinnen, die dort später sogar selbst als eine der ersten Lehrerinnen lange Jahre die Verteidigung gegen die Dunklen Künste unterrichtete. Nachdem sich herumgesprochen hatte, dass in Ilvermorny eine Zauberschule eingerichtet worden war, begann Isolt auch die magisch begabten Kinder der Ureinwohner aus der Nachbarschaft, zu denen Angehörige der Stämme Wampanoag und Narragansett gehörten, und die Kinder der aus Europa eingewanderten Siedler zu unterrichten. Im Unterricht konnten sich die Kinder austauschen. Die Kinder der Ureinwohner ließen sich den Umgang mit Zauberstäben erklären und zeigten ihrerseits den anderen Schülern, wie man auf Art der Indianer zaubert. Die neuen Schüler übernachteten zu dieser Zeit noch nicht in Ilvermorny, sondern nur Isolt und ihre Familie.
Den Zauberstab von Salazar Slytherin, den sie besaß und der aus dem Holz des Schlangenbaumes und einem Kern von Basiliskenhorn gefertigt worden war, steckte Isolt neben dem Gebäude in den Boden. Innerhalb eines Jahres war an dieser Stelle ein Schlangenbaum gewachsen, der allen Versuchen widerstand, ihn zu beschneiden oder zu fällen. Seine Blätter besaßen jedoch starke, heilsame Eigenschaften, was der Beweis dafür zu sein schien, dass Slytherins Zauberstab neben einer bösen auch eine edle Gesinnung besessen hatte.

###### Die späteren Jahre
Das anfänglich aus Granit gebaute Haus wurde später zu einem Schloss ausgebaut. Ilvermorny wird durch eine Vielzahl von Zaubern für die Augen von No-Majs verborgen. Meist ist die Schule von Nebelwolken umgeben. Im Eingangsbereich finden sich riesige Skulpturen der vier Wesen, die die Schule und gleichzeitig deren Häuser repräsentieren. Dies sind die gehörnte Schlange, die Wampuskatze, der Donnervogel und ein Pukwudgie.
Ilvermorny hat den Ruf, eine der demokratischsten und die am wenigsten elitäre aller großen Zaubererschulen zu sein. Die Schule zählt seit den 1920er Jahren zu den renommiertesten magischen Bildungseinrichtungen der Welt und wurde auch von Porpentina und Queenie Goldstein besucht.

###### Besonderheiten

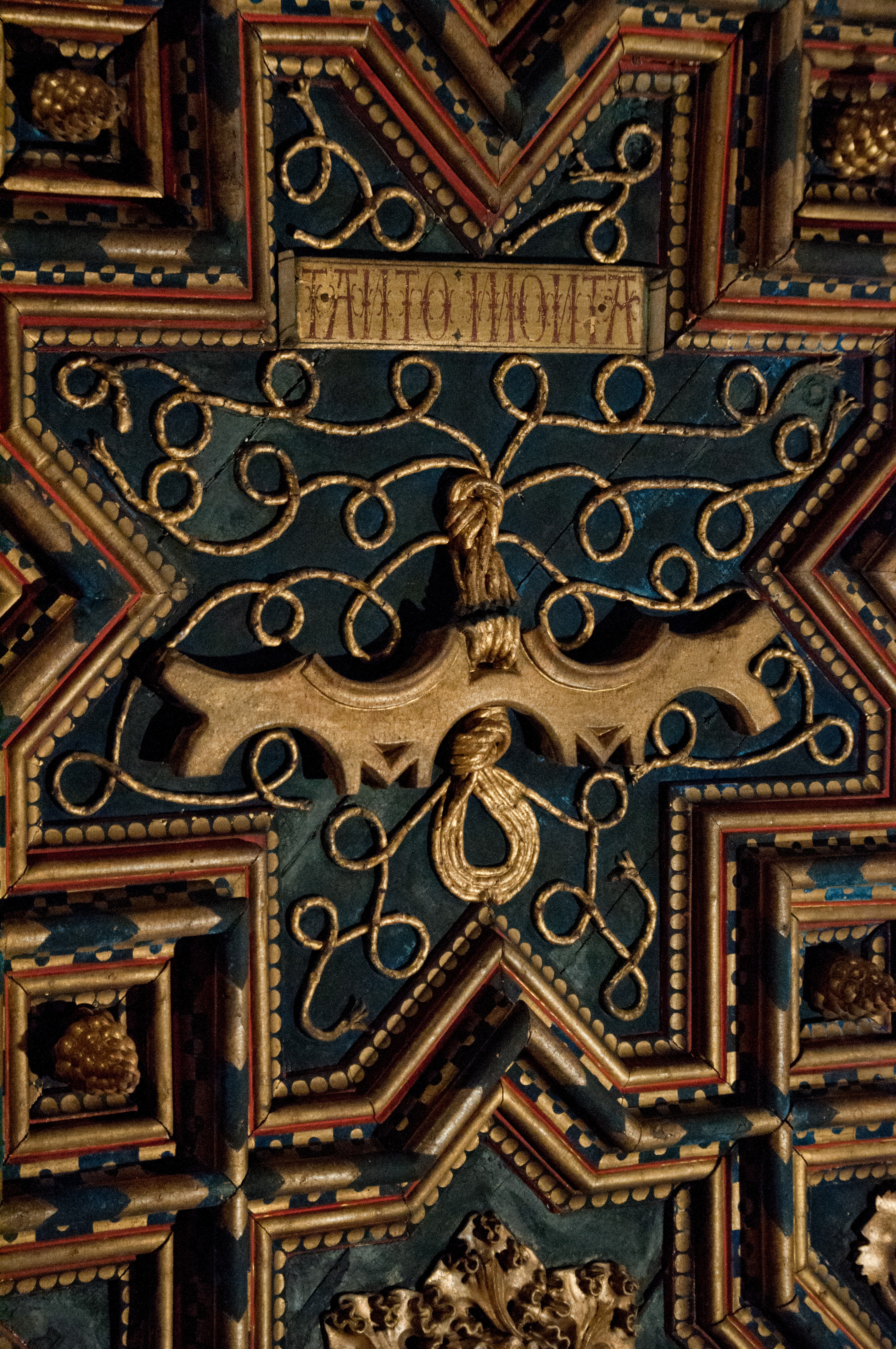
Die Darstellung eines Gordischen Knotens

Die Roben von Ilvermorny sind blau und Cranberry-farben und werden von einem goldenen Gordischen Knoten zusammengehalten. Isolt hatte in den Ruinen des ursprünglichen Ilvermornys, der Hütte, in der sie geboren wurde, eine Brosche in Form eines solchen Knotens gefunden.

###### Die Häuser Ilvermornys
Grundsätzliche Beschreibung
Der Donnervogel steht für die Seele von Ilvermorny, die Wampuskatze für den Körper, die gehörnte Schlange für den Geist und der Pukwudgie für das Herz der Schule. In ihrer Gesamtheit repräsentieren die vier Wesen die ganze Hexe oder den ganzen Zauberer und stehen für den Abenteurer, den Krieger, den Gelehrten und den Heiler, der in jedem Einzelnen steckt.
Das Auswahlverfahren
Anders als in Hogwarts, wo der sprechende Hut die Verteilung auf die Häuser bestimmt, stellen sich neue Schüler von Ilvermorny während der Zuordnungszeremonie in einer Reihe auf und werden einer nach dem anderen, dazu aufgefordert, auf einen in der Mitte des Steinbodens eingelassenen Gordischen Knoten zu treten.
Die vier in der Halle stehenden magischen Skulpturen reagieren auf die Schüler jeweils unterschiedlich. Der Donnervogel schlägt mit den Flügeln, wenn er einen Schüler will. Die Wampuskatze signalisiert ihre Zustimmung, indem sie brüllt. Wenn die gehörnte Schlange Interesse an dem Schüler hat, beginnt der Kristall auf ihrer Stirn zu leuchten, und der Pukwudgie richtet seinen Pfeil nach oben. Sehr selten, ungefähr alle zehn Jahre, kommt es vor, dass einem Schüler ein Platz in allen vier Häusern angeboten wird. Seraphina Picquery, die spätere MACUSA-Präsidentin, war nach langer Zeit die erste Schülerin, der diese Ehre in der Zuordnungszeremonie zuteilwurde. Sie entschied sich für das Haus Horned Serpent.
Das Haus Thunderbird
Das Haus Thunderbird wurde von Chadwick Boot, den die Gründerin von Ilvermorny, Isolt Sayre, als Kind bei sich aufgenommen hatte, nach seinem Lieblingstier, dem Donnervogel, benannt.
Das Haus Wampus
Das Haus Wampus wurde von Chadwicks Bruder Webster nach dessen Lieblingstier, der Wampuskatze, benannt.
Das Haus Horned Serpent
Das Haus Horned Serpent wurde von der Ilvermorny-Gründerin Isolt Sayre nach ihrem Lieblingswesen, der gehörnten Schlange, benannt. Von einem dieser Wesen hatte Isolt ein Stück Horn erhalten, das sie als Kern für den ersten von ihr gefertigten Zauberstab verwendete.
Das Haus Pukwudgie
Das Haus Pukwudgie wurde von Isolts Ehemann James nach dem einzigen magische Wesen benannt, das der No-Maj kannte. Bei Pukwudgies handelt es sich um kleinwüchsige, graugesichtige Kreaturen mit großen Ohren.

##### Castelobruxo
Castelobruxo in Brasilien ist ein quadratisches, tempelähnliches Gebäude, ähnlich einem Schloss, und ist auf einem goldenen Felsen mitten im Regenwald untergebracht. Die Schule hat sich auf Kräuterkunde und Magizoologie spezialisiert und wird von Benedita Dourado geleitet. Castelobruxo wird von den Caipora bewacht, kleinen und pelzigen Naturwesen, die außerordentlich boshaft und tückisch sein können.

#### Schulen außerhalb Amerikas

##### Hogwarts
Die Hogwarts-Schule für Hexerei und Zauberei (Hogwarts School of Witchcraft and Wizardry) ist eine der bedeutendsten Zaubererschulen der Welt und befindet sich eine Tagesreise mit dem Zug von London entfernt irgendwo in Schottland in der Nähe von Dufftown. Das Einzugsgebiet von Hogwarts umfasst vor allem Großbritannien und Irland, und es handelt sich um die einzige Zaubererschule im englischsprachigen Teil Europas. Die Schule wurde auch von Newt Scamander besucht. Zu Beginn des 20. Jahrhunderts war Albus Dumbledore ein junger Lehrer in Hogwarts.

##### Mahoutokoro
Hexen und Zauberer, die die Mahoutokoro in Japan besuchen, tragen magische Kleidung, die ihre Farbe verändert, wenn deren Zauberkräfte zunehmen. Es handelt sich um die kleinste der zwölf großen Zauberschulen, und ihre Quidditch-Mannschaft hat einen ausgezeichneten Ruf. Die Mahoutokoro ist auf der Vulkaninsel Minami-Iwojima untergebracht. Der Palast, in dem sich die Schule befindet, wurde aus weißer Jade gebaut und ist reichlich verziert.

##### Uagadou
Uagadou in Uganda in Afrika, genauer im Mountains of the Moon, blickt als eine der wenigen Zauberschulen in Afrika auf eine über tausendjährige Geschichte zurück. Auf dem Lehrplan der Schule stehen insbesondere Astronomie, Alchemie und Selbstverwandlung. Hierbei wird auf einen Zauberstab verzichtet; viele Zaubersprüche werden einfach mit den Fingern oder durch kleine Handgesten ausgeführt. Ein ehemaliger Schüler von Uagadou ist Babajide Akingbade, der Albus Dumbledore in der Internationalen Zauberervereinigung als Supreme Mugwump unterstützte.

### Politische Organisationen und Funktionen

#### Organisationen

##### MACUSA
Der MACUSA (Magical Congress of the United States of America) ist der Magische Kongress der Vereinigten Staaten von Amerika und wurde nach Inkrafttreten des Internationalen Geheimhaltungsabkommens im Jahr 1693 gegründet. Viele Hexen und Zauberer waren nach den Hexenprozessen von Salem davon überzeugt, dass man freier und glücklicher leben könnte, wenn eine autonome Verwaltung mit eigenen Strukturen geschaffen wird. Anfängliches Ziel des MACUSA war es, die Reiniger vor Gericht zu stellen, die ihre eigenen Leute verraten hatten. Zudem plante man, gemeinsam Gesetze zu erlassen, die das Zusammenleben der amerikanischen magischen Gemeinschaft regeln sollten und gleichzeitig ihrem Schutz dienten. Hierfür wurden aus allen magischen Gemeinden Nordamerikas Vertreter in den MACUSA gewählt. Der erste Präsident des MACUSA war Josiah Jackson.

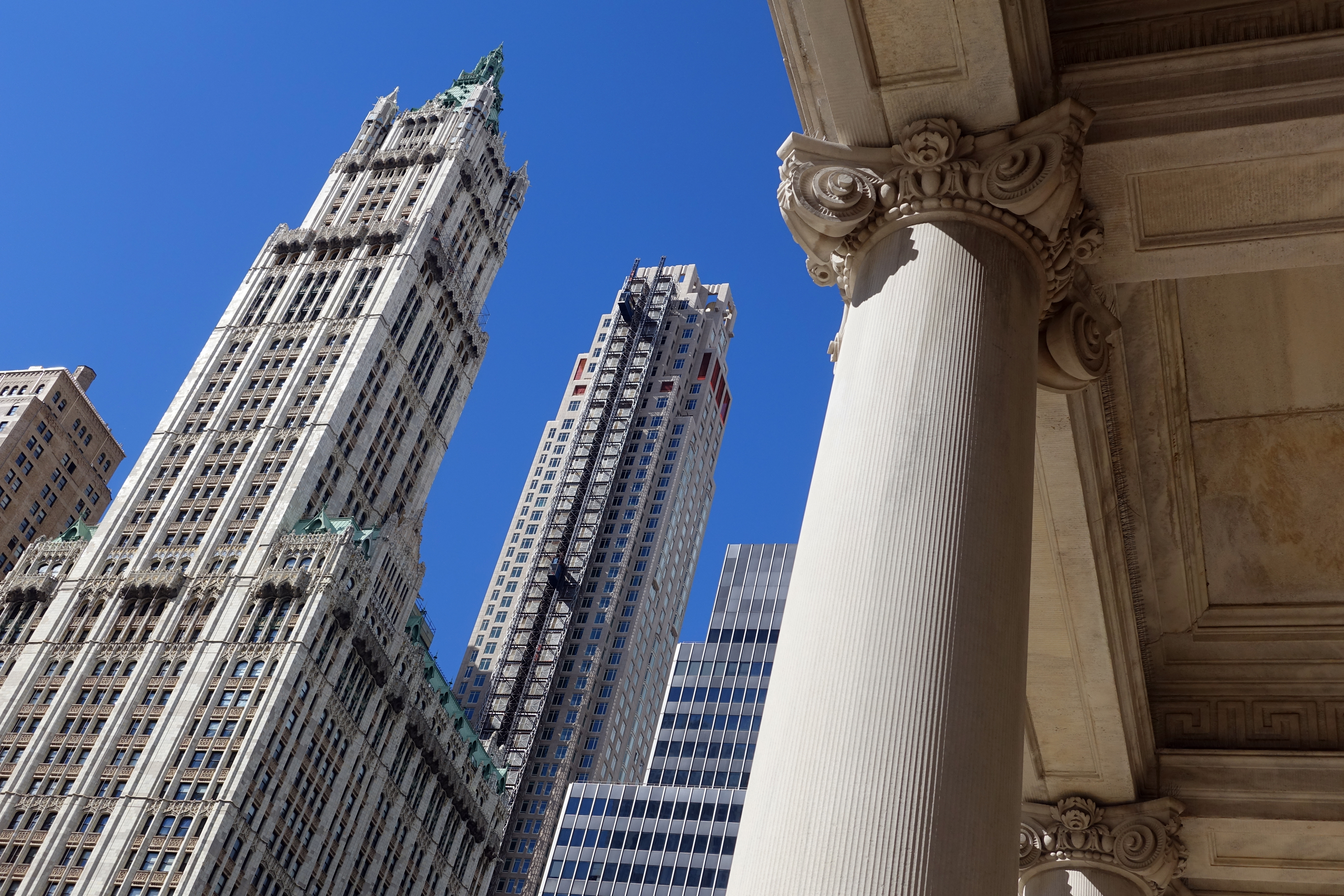
Der MACUSA ist seit Beginn des 20. Jahrhunderts im New Yorker Woolworth Building untergebracht

Ab 1760 befand sich der MACUSA in Williamsburg in Virginia, der Heimat des exzentrischen Präsidenten Thornton Harkawa. Später zog er nach Baltimore um und hiernach in das heutige Washington. Nach der Großen Sasquatch-Rebellion von 1892 musste das MACUSA-Hauptquartier zum fünften Mal in seiner Geschichte verlegt werden, und zwar von Washington nach New York, wo er im Woolworth Building untergebracht ist. Im Vorfeld hatten die Zauberer das Bauteam des in Entstehung befindlichen Gebäudes infiltriert und schufen darin durch Magie viel Platz für den MACUSA, der für die Augen von No-Majs verborgen und nur unter Anwendung des korrekten Zaubers begehbar war. Das Emblem des MACUSA zeigt einen Donnervogel.
Zu den organisatorischen Untereinheiten des MACUSA gehören die Abteilung für magische Strafverfolgung, die in den 1920er Jahren von Percival Graves geleitet wird, und das Zauberstab-Lizenzierungsbüro, dem Wand Permit Office, das sich ebenfalls in New York befindet und die Zauberstab-Genehmigungen ausstellt und beglaubigt und so zur Einhaltung des Zauberstabgesetzes beiträgt. Zu früheren Mitarbeitern des Zauberstab-Lizenzierungsbüros gehören Porpentina Goldstein und ihre Schwester Queenie.

##### Federal Bureau of Covert Vigilance and No-Maj Obliviation
Das Federal Bureau of Covert Vigilance and No-Maj Obliviation ist eine Bundesbehörde der magischen Gesellschaft Amerikas.

#### Verbände

##### Internationale Vereinigung der Zauberer
Die amerikanische Zaubergemeinschaft ist Mitglied der Internationalen Vereinigung der Zauberer (auch Internationale Zauberervereinigung, International Confederation of Wizards), die 1692 gegründet wurde. Innerhalb dieser gibt es elf von der Vereinigung registrierte Schulen. Zur Zeit, als sich Newt Scamander in New York aufhält, beruft die Internationale Vereinigung der Zauberer eine Notfallsitzung ein.

#### Besondere Funktionen

##### Auroren
Auroren sind Mitglieder einer Elite-Einheit von gut ausgebildeten Beamten. Sie werden für besondere Sicherheitsaufgaben abgestellt und sind in der Zaubererwelt das Äquivalent zu Polizisten. Sie sollen die magische Gesellschaft vor Bedrohungen und Angriffen beschützen. In den Vereinigten Staaten arbeiten Auroren direkt für den MACUSA und haben ein breitgefächertes Aufgabengebiet. Für Josiah Jackson, den ersten Präsident des MACUSA, hatte die umgehende Rekrutierung und Ausbildung von Auroren oberste Priorität. Die ersten zwölf Freiwilligen, die sich damals in den USA zu Auroren ausbilden ließen und immer damit rechnen mussten, bei ihren Einsätzen getötet zu werden, nehmen in der magischen Geschichte Nordamerikas einen besonderen Platz ein, und auch ihren Nachfahren wird bis heute besonderer Respekt gezollt. Die Namen der ersten zwölf Freiwilligen waren: Wilhelm Fischer, Theodard Fontaine, Gondulphus Graves, Robert Grimsditch, Mary Jauncey, Carlos Lopez, MacDuff, Cormac O’Brien, Abraham Potter, Berthilde Roche, Helmut Weiss und Charity Wilkinson. Zu einem der allerersten Auroren in Nordamerika gehörte jedoch Webster Boot, der bereits in der ersten Hälfte des 17. Jahrhunderts freischaffend in dieser Funktion für die damals noch nicht verfasste Zaubergesellschaft arbeitete.

##### Hüter des Dragots
Der Hüter des Dragots (Keeper of Treasure and Dragots) ist in den Vereinigten Staaten das Äquivalent zu einem Schatzkanzler.

## Einrichtungen und Gebäude außerhalb der magischen Gemeinschaft

### Pass- und Zollkontrolle Ellis Island
In den Gebäuden der Pass- und Zollkontrolle Ellis Island im Hafen von New York wurden Reisende und Immigranten, die Amerika per Schiff erreichten, abgefertigt. Dort ging auch Newt Scamander 1926 an Land und verabschiedete sich nach einigen Tagen in New York von Porpentina Goldstein. Das dort errichtete Aufnahmelager wurde am 12. November 1954 geschlossen, und heute ist die ehemalige Pass- und Zollkontrolle und die zugehörige Immigrantensammelstelle eine der wichtigsten Attraktionen New Yorks.

### Steen National Bank
Die Steen National Bank befand sich in der 300 West, 14th Street in New York. Die Bank wurde in den 1920er Jahren von No-Majs betrieben. Hier trafen im Dezember 1926 Jacob Kowalski und Newt Scamander erstmals aufeinander, dessen Niffler in der Bank verloren ging, und Jacob bekam dort Scamanders silbernes Occamy-Ei in die Hände. Auf den Stufen der Steen National Bank veranstaltete auch Mary Lou Barebone, die Anführerin der New Salem Philanthropic Society, eine Kundgebung. Heute befindet sich an dieser Adresse die New York County National Bank.

### City Hall Subway Station
Die am Broadway in Lower Manhattan befindliche Subway Station City Hall war ab 1904 Teil der New York City Subway und liegt unterhalb des Platzes vor der New Yorker City Hall, dem ältesten noch in dieser Funktion genutzten Rathaus der USA. Sie liegt damit auch in unmittelbarer Nähe zum Woolworth Building, das früher einen eigenen Zugang zur City Hall Station besaß und in dem auch der MACUSA untergebracht ist. In dem Bahnhof City Hall sucht Newt mit Tina Goldstein Credence und hier kommt es beim großen Showdown auch zur Enttarnung von Gellert Grindelwald, der die Gestalt von Percival Graves angenommen hat. Die City Hall Subway Station wurde am 31. Dezember 1945 außer Betrieb genommen und ist seitdem für die Öffentlichkeit gesperrt.

## Recht und Ordnung

### Magische Übereinkommen, Gerichtsbarkeiten und Organisationen

#### Rappaports Gesetz
Rappaports Gesetz (Rappaport’s Law) ist ein 1790 von Emily Rappaport erlassenes Gesetz, das die strikte Trennung zwischen der magischen Gemeinschaft und der No-Maj-Gesellschaft zum Ziel hatte. Fortan war es Zauberern nicht mehr gestattet, Freundschaften zu No-Majs zu pflegen. Das Gesetz führte die amerikanische magische Gemeinschaft noch tiefer in den Untergrund. Das Gesetz regelte auch den Umgang mit Zauberstäben in der Öffentlichkeit. So war es den Schülern von Ilvermorny bis zur Aufhebung von Rappaports Gesetz 1965 nicht erlaubt, außerhalb der Schule einen Zauberstab mit sich zu führen. Während der Ferien mussten Zauberstäbe in der Schule gelassen werden. Erst mit dem Erreichen des 17. Lebensjahres war es Kindern gestattet, in der Öffentlichkeit einen Zauberstab mit sich zu führen. Weiteres ist im Zauberstabgesetz geregelt.

#### Zauberstabgesetz
In den Vereinigten Staaten gilt das Zauberstabgesetz. Demnach müssen Zauberer eine Zauberstablizenz besitzen. Die magische Gemeinschaft Nordamerikas hatte sich in den 1920ern daran gewöhnt, unter strengeren Sicherheitsbestimmungen leben zu müssen, als Zauberer und Hexen in Europa. Die Genehmigungen werden vom Zauberstab-Lizenzierungsbüro des MACUSA, dem Wand Permit Office, erteilt, das sich in New York befindet.

#### Internationales Geheimhaltungsabkommen
Das Internationale Geheimhaltungsabkommen (International Statute of Secrecy) von 1689 wurde später auch von der amerikanischen Zaubergemeinschaft unterzeichnet.

#### Reiniger
Reiniger (Scourers) sind Zauberer, die außerhalb der Reichweite der magischen Gerichtsbarkeit wirken. Sie lieben Autorität und neigen zur Grausamkeit. Die Reiniger bilden eine Bande von Zauberern, die – oft gegen Bezahlung – Jagd auf No-Majs und auf andere Zauberer machten. Eine unrühmliche Rolle spielten die Reiniger bei den Hexenprozessen von Salem ab dem Jahr 1692, bei denen viele unschuldige Zauberer und Nicht-Zauberer getötet wurden. Magie-Historiker gehen davon aus, dass einige Richter gleichzeitig Reiniger waren. Der MACUSA stellte viele Reiniger vor Gericht, da sie ihre eigenen Leute verraten und zu ihrem eigenen Vorteil Jagd auf ihre Brüder und Schwestern gemacht hatten.

### Nichtmagische Gruppen

#### Second Salemers
Die Second Salemers (auch New Salem Philanthropic Society, kurz NSPS), sind eine Gruppe von Nichtmagiern, die versucht, Hexen und Zauberer aufzuspüren und zu vernichten. Sie führen damit das Vermächtnis der Hexenprozesse von Salem fort. Angeführt wird die Gruppe von Mary Lou Barebone.

## Gebrauchs- und Konsummittel

### Dragot
Der Dragot ist die magische amerikanische Währung.

### Giggelwasser
Giggelwasser ist ein alkoholisches Getränk. Kurze von diesem Getränk werden in den New Yorker Speakeasys ausgeschenkt.

### Schädelspalter
Der Schädelspalter ist ein alkoholischer Cocktail, der im Blind Pig angeboten wird.

## Bücher und Presseerzeugnisse

### Chadwicks Charms, Band I-VII
Bei Chadwicks Charms, Band I-VII handelt es sich um eine Lehrbuchreihe, die Chadwick Boot in der ersten Hälfte des 17. Jahrhunderts verfasste und bis heute zur Pflichtlektüre an der Ilvermorny-Schule gehört.

### Phantastische Tierwesen
Phantastische Tierwesen (Magical Beasts) ist ein magizoologisches Fachbuch von Newt Scamander, das aus Dokumenten entstand, die der Autor auf seinen Reisen über magische Tiere schrieb und sammelte. Das Buch grenzt die Begriffe Tier- und Zauberwesen voneinander ab, wobei Letztere ein menschenähnliches Aussehen oder Verhalten aufweisen. Zudem enthält das Bestiarium eine Skala, nach der die Tierwesen entsprechend ihrer Gefährlichkeit klassifiziert werden und eine Übersicht, die erklärt, welche ihrer Körperteile für magische Zwecke verwendbar sind. So ist darin zu lesen, dass es sich bei Mantikors um hochgefährliche griechische Tierwesen handelt. Das Buch galt als Standardwerk über die magische Tierwelt und wurde 70 Jahre später auch von Harry Potter in der Schule gelesen.

### Bestiarium Magicum
Bereits vor Scamanders Standardwerk gab es das Bestiarium Magicum, ein mittelalterliches Buch über magische Kreaturen. Newt Scamander war im Besitz einer Ausgabe dieses Buches.

### Big Foots letztes Gefecht
Big Foots letztes Gefecht (Big Foot’s Last Stand) von Ortiz O’Flaherty ist ein hochgelobtes Werk über die große Sasquatch-Rebellion von 1892. Später wurde das berühmte Buch auch am Wizard Broadway in New York als Theaterstück auf die Bühne gebracht.

### Cassandra and Her Cat Gustavus
Cassandra and Her Cat Gustavus war ein Zauberbuch. Tina und Queenie Goldstein besaßen ein Exemplar dieses Buches, und der No-Maj Jacob Kowalski liest darin, als sich er und Newt Scamander in deren gemeinsamer Wohnung in New York aufhalten.

### The New York Ghost
The New York Ghost ist eine Zauberzeitung mit Sitz in New York. Sie erscheint täglich, erstmals wahrscheinlich im Jahr 1863. Die Zeitung enthält neben neusten Nachrichten auch die Rubriken Sport, Wizbiz und auch ein Rätselspiel. Andere vergleichbar früh oder früher gegründete Zeitungen waren die New York Gazette, die erstmals im Jahr 1725 erschien, und die New York Post, die von 1801 bis 1934 New-York Evening Post hieß. Beide gehören zwar zu den ältesten Zeitungen New Yorks, ihre Leserschaft bestand jedoch überwiegend aus No-Majs.

## Historische Ereignisse

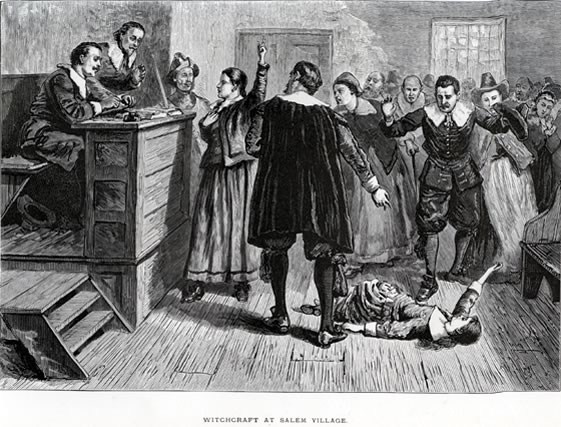
Szene der Hexenprozesse von Salem (Illustration von 1876)

### Hexenprozesse von Salem
Die Hexenprozesse von Salem fanden zwischen 1692 und 1693 statt. Im Rahmen des Prozesses mussten viele Zauberer, aber auch Nicht-Zauberer, die grundlos beschuldigt worden waren, ihr Leben lassen. Magie-Historiker gehen davon aus, dass sich unter den Richtern auch Reiniger befunden haben. Die Idee, die zum Hexenprozess führte, wird von den Second Salemers fortgeführt.

### Sasquatch-Rebellion
Die Sasquatch-Rebellion von 1892 war ein Aufstand, der von Ortiz O’Flaherty in seinem bedeutsamen Werk Big Foots letztes Gefecht beschrieben wird. Verantwortlich für den Aufstand wurde Irene Kneedander gemacht, die zuvor Vorsitzende des Ausschusses für den Schutz magischer, humanoider Arten war.

## Kultur, Unterhaltung und Sport

### Wizard Broadway
Der Wizard Broadway ist ein Theaterviertel in New York, in dem die magische Gesellschaft der Stadt verkehrt.

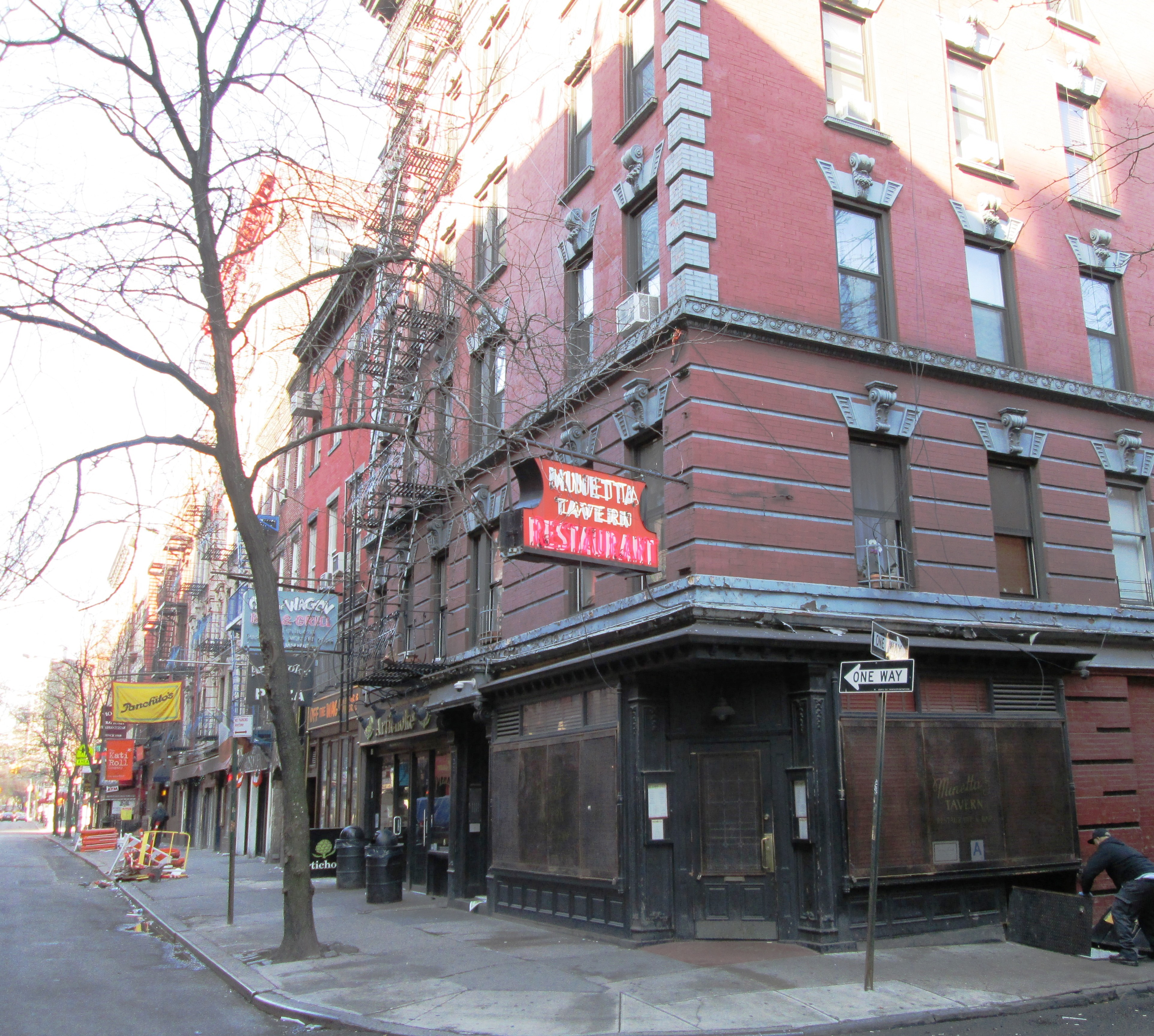
Gnarlacks Speakeasy The Blind Pig befand sich in der MacDougal Street im Greenwich Village in Manhattan

### Wizzjazz
Wizzjazz ist eine Musikrichtung, vermutlich eine Abwandlung von Jazz, und eroberte in den 1920er Jahren die Zaubergesellschaft von New York im Sturm.

### Speakeasys
Während der Prohibition in den Vereinigten Staaten wurden von 1919 bis 1933 illegal Speakeasys betrieben, in denen trotz des Verbots alkoholische Getränke ausgeschenkt wurden, so in Speakeasys der magischen Welt das beliebte Giggelwasser. Eine solche Kneipe wurde in den 1920er Jahren von dem Koboldgangster Gnarlack in der MacDougal Street im Greenwich Village für Gäste der magischen Gemeinschaft New Yorks betrieben. In der MacDougal Street und der umliegenden Gegend wurden zu Zeiten der Prohibition auch mehrere Tearooms betrieben, in denen die feine Gesellschaft von New York verkehrte. The Blind Pig wurde auch von Newt Scamander besucht, als dieser Informationen benötigte. Eine Illustration auf einer Wand in einer kleinen Seitengasse dient als geheimer Zugang zum Blind Pig.  Heute gehört der MacDougal-Sullivan Gardens Historic District zu den National Historic Landmarks von New York.

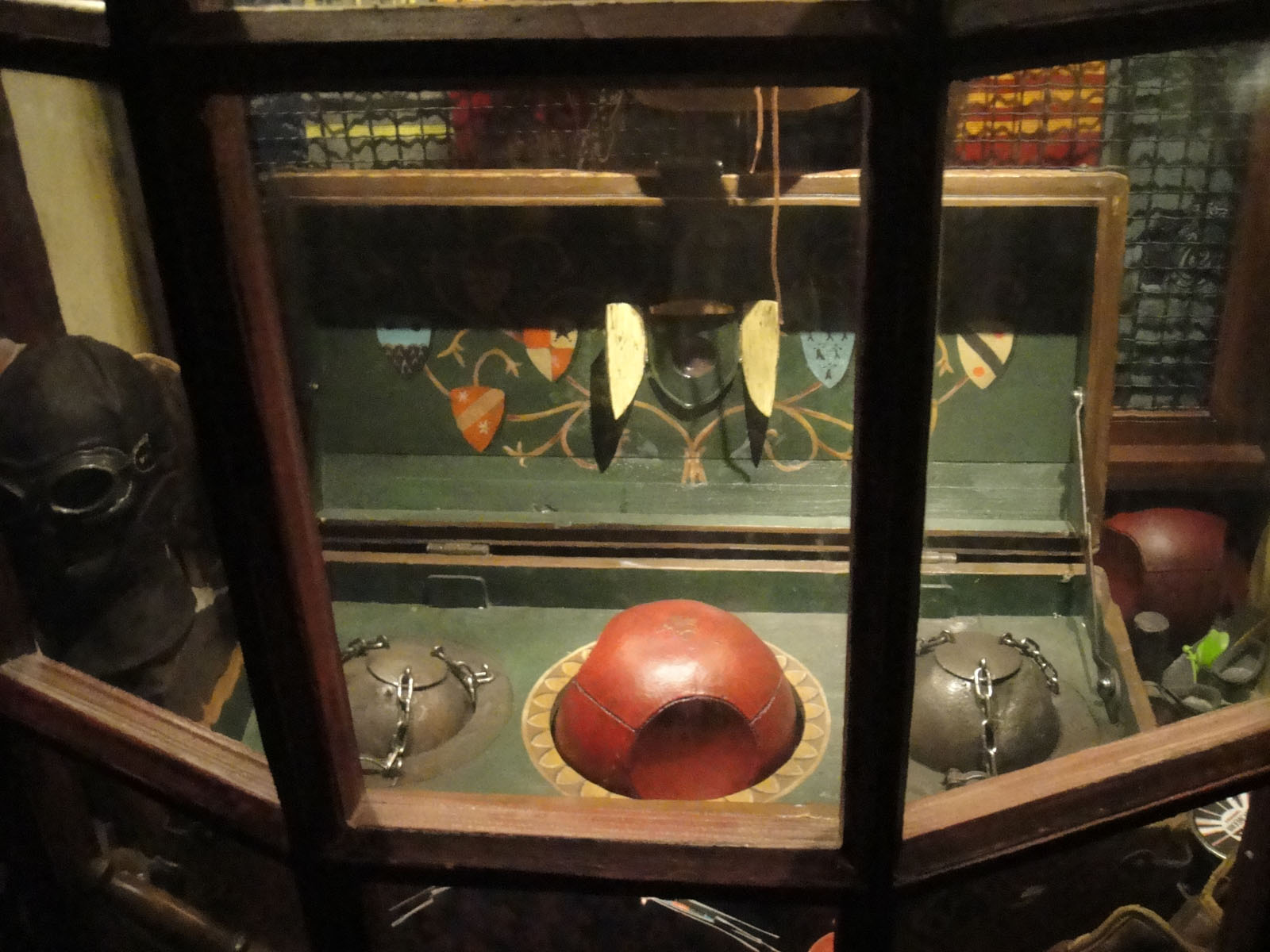
Auch in den USA spielt man Quidditch

### Quidditch in den USA

#### US Quidditch League
Die US Quidditch League ist die höchste Spielklasse für Quidditch in der US-amerikanischen Zauberwelt. Die Fitchburg Finches aus Fitchburg in Massachusetts sind ein Quidditch-Team, das sehr erfolgreich in dieser Liga spielt.

#### American National Quidditch Team
Die besten Quidditch-Spieler werden in das American National Quidditch Team aufgenommen, die Quidditch-Nationalmannschaft der USA.

## Besondere Vokabeln der amerikanischen Zauberwelt

### Dorcus
Dorcus wurde zum umgangssprachlichen Ausdruck für einen Idioten oder eine unfähige Person. Der Begriff geht zurück auf Dorcus Zwölfbaum, die Ende des 18. Jahrhunderts ihrem No-Maj-Liebhaber Bartholomew Barebone die Adressen des MACUSA und der Ilvermorny-Schule verraten und hierdurch die amerikanische Zauberwelt und die MACUSA in große Gefahr gebracht hatte.

## Zaubersprüche
Die folgende Tabelle listet all jene Zaubersprüche auf, die nicht in den Harry Potter Büchern und Filmen vorkommen.
| Formel/Name     | Sprachliche Herkunft                                                                                                | Wirkung | Gegenzauber/Gegenteil | Anmerkungen |
| --------------- | --- | --- | --------------------- | --- |
| Aberto          | Im Portugiesischen und der galicischen Sprache das Adjektiv für offen.                                              | Kann verschlossene Türen öffnen. | Colloportus           | Ähnelt Alohomora. |
| Apare Vestigium | Zusammensetzung aus einer Ableitung von lateinisch appareo ‚zum Vorschein kommen‘ und lateinisch vestigium ‚Fährte‘ | Beschwört einen goldenen, nebelartigen Schimmer innerhalb eines bestimmten Bereiches, der magische Ereignisse, sowie Spuren und Bewegungen einer magischen Person aus jüngster Vergangenheit zeigt. | -                     | - |
| Avenseguim      | - | Angewandt auf einen Gegenstand, lässt sich mit diesem Objekt nun der Besitzer ausfindig machen. | -                     | In der deutschen Version des Films spricht Newt Scamander aufgrund eines Übersetzungsfehlers diesen Zauberspruch als Avensegium aus.                                       |
| Circumrota      | lateinisch circum ‚im Kreis‘ und lateinisch roto ‚im Kreis herumdrehen‘                                             | Rotiert ein Objekt. | -                     | - |
| Finestra        | Italienisch für Fenster.                                                                                            | Lässt Glas, wie z. B. ein Fenster in kleinste Teile zerspringen. | -                     | - |
| Finite          | Adjektiv von lateinisch finitus ‚begrenzt, beendet‘                                                                 | Beendet andere Zaubersprüche, oder deren Wirkungen. | -                     | Ist identisch zu Finite Incantatem, wird im zweiten Teil aber nur als Finite ausgeführt, um die Ausbreitung des von Grindelwald heraufbeschworenen Dämonsfeuer zu stoppen. |
| Nebulus         | Ableitung von lateinisch nebula ‚Nebel‘                                                                             | Erzeugt Nebelschwaden | -                     | - |
| Oscausi         | - | Schließt den Mund einer Person und entfernt deren Lippen. | -                     | - |
| Papyrus Reparo  | Zusammensetzung aus Papyrus und lateinisch reparo ‚wiederherstellen, erneuern‘                                      | Setzt ein zerstörtes Papier wieder zusammen. | -                     | Eine Variante von Reparo. |
| Revelio         | Ableitung von lateinisch revelo ‚Offenbaren‘                                                                        | Enthüllungszauber der verborgene Objekte, Nachrichten, Durchgänge und Wesen sichtbar macht. | -                     | Ähnlichkeit zu Specialis Revelio, aber nicht identisch. |
| Reverte         | lateinisch reverto ‚umkehren, zurückkehren‘                                                                         | Bringt vorher bewegte Objekte wieder in die Position, in welcher sie waren, bevor sie bewegt wurden.                                                                                                | -                     | - |
| Surgito         | Ableitung von lateinisch surgo ‚sich zeigen, in Erscheinung treten‘                                                 | Hebt die Wirkung des Verwirrungszaubers Confundo auf. | Confundo              | - |
| Ventus          | lateinisch ventus ‚Wind‘                                                                                            | Ein starker, anhaltender Wind wird auf eine Person losgelassen. | -                     | Dieser Zauber kommt nicht in den Harry Potter Romanen und Filmen vor, wohl aber im Videospiel Harry Potter und der Orden des Phönix                                        |